# أليدا مارش

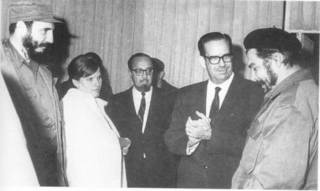
من اليسار إلى اليمين فيديل كاسترو أليدا مارش وفي آخر اليمين تشي غيفارا.

أليدا مارش (1936 -) هي الزوجة الثانية لتشي غيفارا، وعضو في الجيش الكوبي بقيادة كاسترو. يقال أنها تزوجت من تشي غيفارا في 23 آذار 1959 و 2 يونيو 1959. واقيم حفل الزفاف المدني في قلعة «لا كابانا» العسكرية.
بعد زواج يوم 2 يونيو l959، ذهبت أليدا وتشي جبفارا إلى تارارا، وهي ومنتجع بحري سياحي تقع على بعد 20 كيلومترا من هافانا لقضاء شهر العسل. رزقا بأربعة أطفال وهم: أليدا، كاميلو، سيليا، وإرنستو. قامت بتأليف كتاب بعنوان (استعادة الذكريات، بالإنجليزية:Evocation) تصف فيه كيف وقعت في حب تشي جيفارا وكيف قامت بتربية أبناءها الأربعة بعد وفاته.